# Primera carta de relación de Pedro de Valdivia al emperador Carlos V

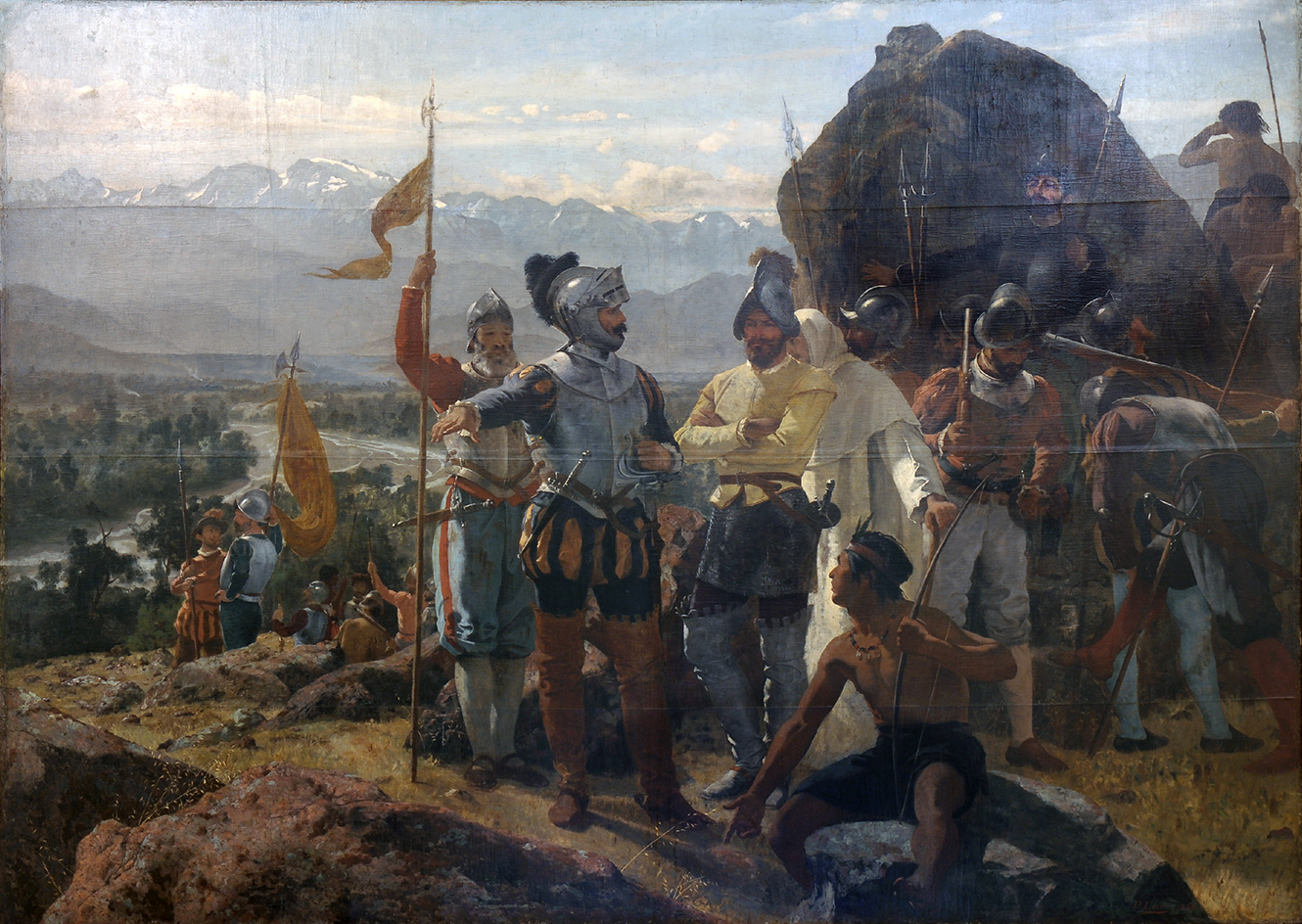
La fundación de Santiago, pintura de Pedro Lira

La primera carta de relación de Pedro de Valdivia al emperador Carlos V es una de las seis cartas de relación escritas por Pedro de Valdivia a Carlos V, Emperador del Sacro Imperio Romano Germánico  en las que relata su viaje a Chile y la conquista de esa tierra. Esta primera carta estaba fechada el 20 de agosto de 1545, a finales del invierno del hemisferio sur. Se diferencia de otras cartas enviadas por los conquistadores a Carlos V al enfatizar las dificultades, llamadas trabajos en la carta, de la conquista.

[Chile] tiene cuatro meses de invierno, no más, que en ellos, si no es cuando hace cuarto la luna, que llueve un día o dos, todos los demás hacen tan lindos soles, que no hay para qué llegarse al fuego. El verano es tan templado y corren tan deleitosos aires, que todo el día se puede el hombre andar al sol, que no le es importuno. Es la más abundante de pastos y sementeras, y para darse todo género de ganado y plantas que se puede pintar; mucha y muy linda madera para hacer casas, infinidad otra de leña para el servicio dellas, y las minas riquísimas de oro, y toda la tierra está llena dello
Fragmento de la carta.